# エミール・クレペリン

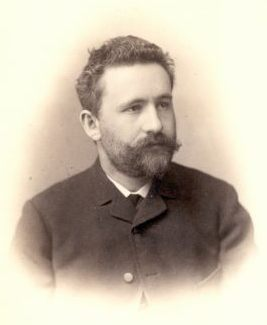
エミール・クレペリン

エミール・クレペリン（Emil Kraepelin [ˈeːmiːl 'kʁɛːpəliːn]、1856年2月15日 - 1926年10月7日）は、ドイツの医学者、精神科医。ドルパート大学（現・エストニア国立タルトゥ大学）、ハイデルベルク大学、ミュンヘン大学の教授を歴任。
精神障害を遺伝学や大脳生物学といった原因からは分類はできないとして予後から分類し、1899年の彼による教科書6版は、精神病を「早発性痴呆」（現在の統合失調症、旧称「精神分裂病」）と「躁うつ病」（現在の双極性障害）に分類し、現代の『精神障害の診断と統計マニュアル』(DSM)まで続く影響を与えることになった。

## 経歴
1856年に北ドイツで誕生する。メクレンブルク＝フォアポンメルン州ノイシュトレーリッツ生まれ。
1878年にヴュルツブルクで博士号を取得し、ミュンヘンのクリニックで脳生物学者ベルンハルト・フォン・グッデン（de:Bernhard von Gudden）のもとで研修医として働いたが、皆が顕微鏡で脳を見て研究しているのに対し、クレペリンは目が悪く、皆のように観察できなかった。
彼はヴィルヘルム・ヴントの著作を熱心に読んでおり、1879年にヴントがライプツィヒに心理学の実験室を設けた際、クレペリンはそこで働きたいと申し入れに行き、1882年にミュンヘンを去りヴントと共に心理学的研究に没頭する。結婚を控えていたため金策から1883年に27歳で『概論』を著し、翌年、生計のために医者となる。しかし1886年にドルパート大学の精神医学の教授に任命された際には、患者の経過に興味を持った。
1890年にハイデルベルク大学の精神医学の教授となった。そこで彼は患者の病歴と退院時の状況を書き込んだカードを用意した。そしてその結果から精神障害を分類していった。論文ではなく教科書という媒体を選んで発表し、1883年から改訂し続けることになる。
1859年には、ハインリッヒ・ノイマン（de:Heinrich Neumann (Psychiater)）が、精神病はそれ以上に分類できず単一であると主張したが、1850年代にはジャン=ピエール・ファルレ（fr:Jean-Pierre Falret）とジュール・バイヤルジェ（fr:Jules Baillarger）は躁とうつが交代的に生じる「循環性の狂気」が起こることを確かめていたし、1863年にはカール・カールバウム（de:Karl Ludwig Kahlbaum）は破瓜病を提唱していた。クレペリンはこうした先駆的な研究から分類を試みていたが、教科書の1893年の3版になって、彼のカードから分類された早発性痴呆（現在の統合失調症）が追加された。この早発性痴呆の原因は生物学的なものであるとし、その説明を加えることによって精神医学にそれを表現する体系を残したことが歴史的であるとされる。1896年の5版では、分類だけでは「飽きた〔ママ〕」ため、また原因からは分類できないため、遺伝学や大脳生物学という原因からではなく、予後から分類するという方向へ転換した。
1899年の6版は、現代の『精神障害の診断と統計マニュアル』(DSM)まで続く影響を与えることになる。クレペリンは精神科医にとっての診断の価値は、将来を予見することであると述べている。精神病を神経症、精神遅滞といった13のグループに大別した。そのうち2つは、早発性痴呆と躁うつ病（現在の双極性障害）という分類である。これは感情に問題があるものと、そうでないものとに大きく分けたということである。
予後の観察では、躁うつ病は自然に回復する循環性の病気であり、クレペリンのいう早発性痴呆の患者は4分の1だけが回復し、残りは痴呆へと進んでいた。1908年、オイゲン・ブロイラーが、クレペリンが「早発性痴呆」と呼んだものに対して「精神分裂病群」の用語を提唱した。
彼の作業曲線に関する研究は、後に日本の内田勇三郎による内田クレペリン精神検査（クレペリン検査）の原型となった。
1926年10月7日、ミュンヘンにて死去。

## 関係人物
クレペリンはハイデルベルクにて役に立つ研究者を周りに置こうとしたため、後にドイツの神経科学を担うような人物が周りにいた。
直弟子には、現在アルツハイマー型認知症として知られる疾患を初めて報告するとともに、その病理像を探求したことで知られるアロイス・アルツハイマーや、レビー小体型認知症の名称のもとになったフレデリック・レビーなどがいる。

## エピソード
1923年、ミュンヘン留学中の斎藤茂吉は長年憧れの対象であったクレペリンの臨床講義を聴きに行った際に握手を求めたところ、他の東南アジアの留学生とはにこやかに握手をしたにもかかわらず、握手を拒否され、その無念の思いを歌と随筆に残した。

## 著書
『クレペリン精神医学』全6巻、みすず書房、1986 - 1994年
- 1.「精神分裂病」西丸四方、西丸甫夫・訳 ISBN 4-622-02164-1
- 2.「躁うつ病とてんかん」西丸四方、西丸甫夫・訳 ISBN 4-622-02165-X
- 3.「心因性疾患とヒステリー」遠藤みどり・訳 ISBN 4-622-02166-8
- 4.「強迫神経症」遠藤みどり、稲浪正充・訳 ISBN 4-622-02167-6
- 5.「老年性精神疾患」伊達徹・訳 ISBN 4-622-02168-4
- 6.「精神医学総論」西丸四方、遠藤みどり・訳 ISBN 4-622-02169-2

詳細はみすず書房による紹介サイト参照。